# Gardian
Cet article possède un paronyme, voir Guardian.

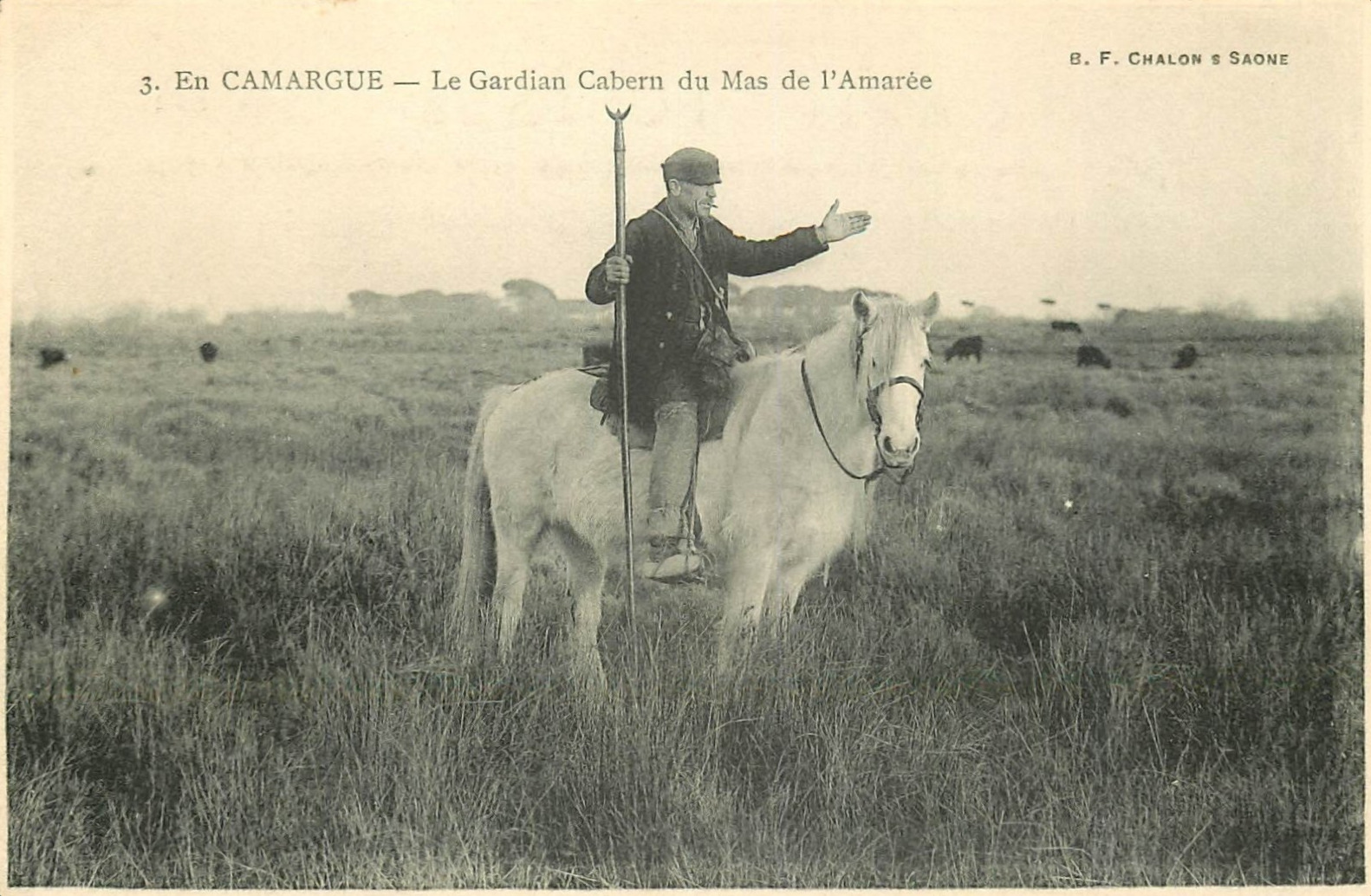
Le gardian ou bouvier Cabern du mas de l'Amarée dans les années 1900.

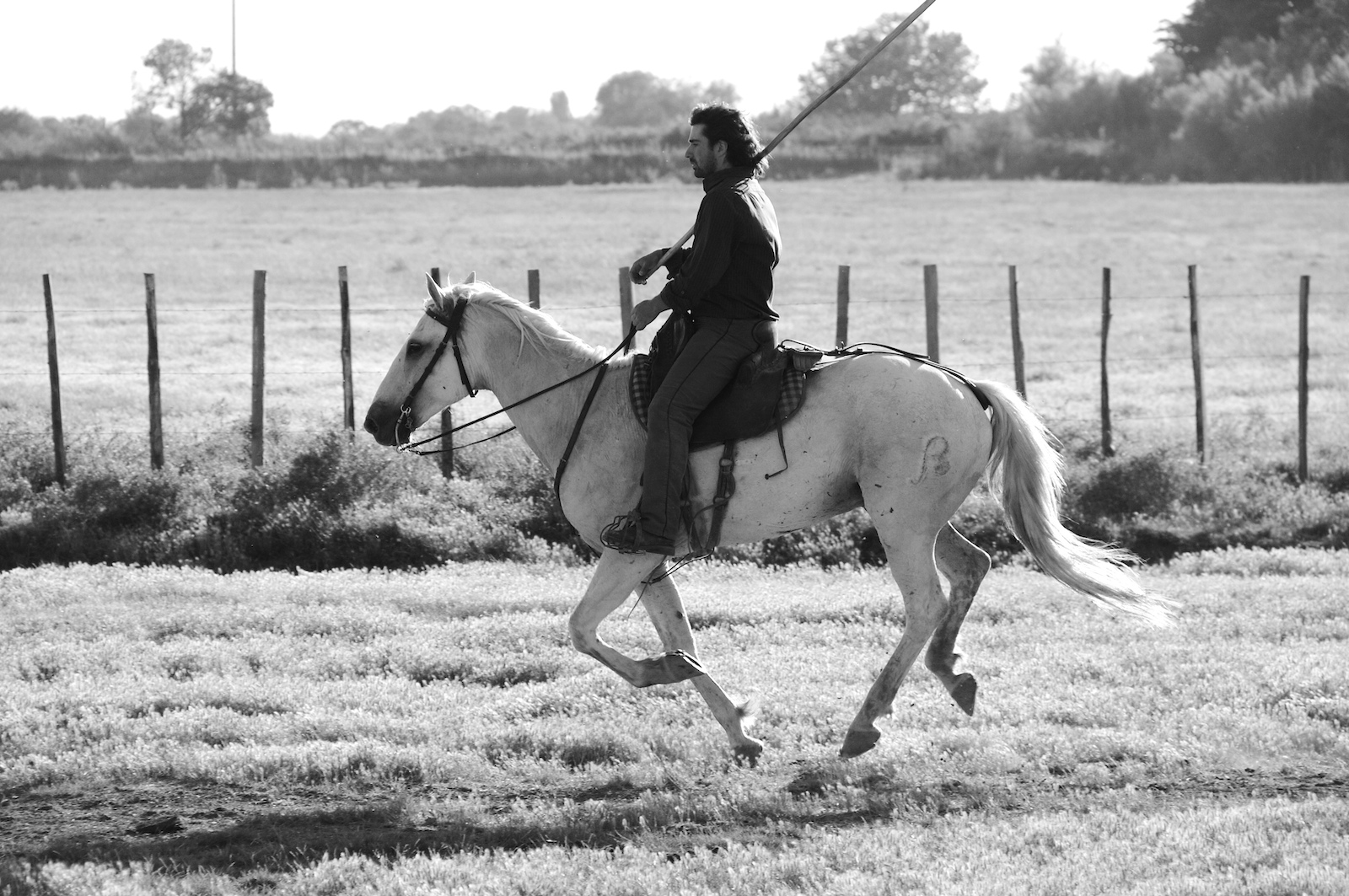
Régisseur (baïle) galopant vers sa manade en 2011.

Le gardian (du provençal gardian, en français « gardien ») est le gardien d'une manade camarguaise ou troupe de taureaux ou de chevaux élevée en semi-liberté et appartenant à un manadier. Pour le Code du travail, le gardian est un ouvrier agricole. Dans le monde rural de la France du XIXe siècle, c'est le bouvier de Camargue.
Avant le XXe siècle, les gardians ont une tenue adaptée à leur travail et à la saison ; l'outil des gardians à pied est le bâton, celui des gardians montés est le trident ; leur habitation la cabane en roseaux. Ils sont souvent en sabots.

## Origine et vogue du terme
La popularisation du terme provençal gardian est liée à la folklorisation qu'a connue ce métier au cours du XXe siècle. Certaines cartes postales des années 1900 emploient le terme français « gardien » dans leur légende : « Le Capitaine des Gardiens Raynaud » ou encore « Le gardien BICHETTE de la Manade Combet » entre autres exemples.
Le féminin de gardian, gardianeto (francisé en « gardianette »), désigne, dans certaines cartes postales anciennes, une cavalière en costume d'Arlésienne montant en amazone à l'arrière d'un gardian lors de fêtes provençales ou de spectacles taurins. Quant à la « gardianne », c'est un plat typiquement camarguais à base de viande de taureau marinée.

## Le statut social

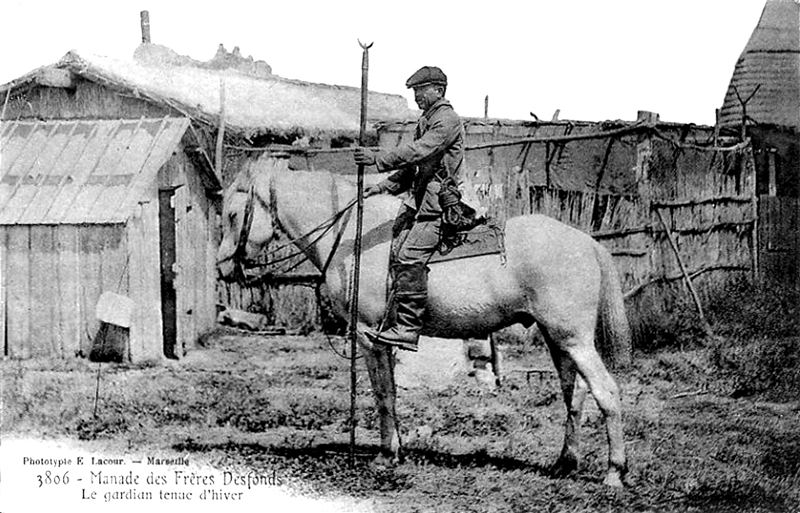
Gardian en tenue d'hiver à la manade des frères Desfonds au début du XXe siècle.

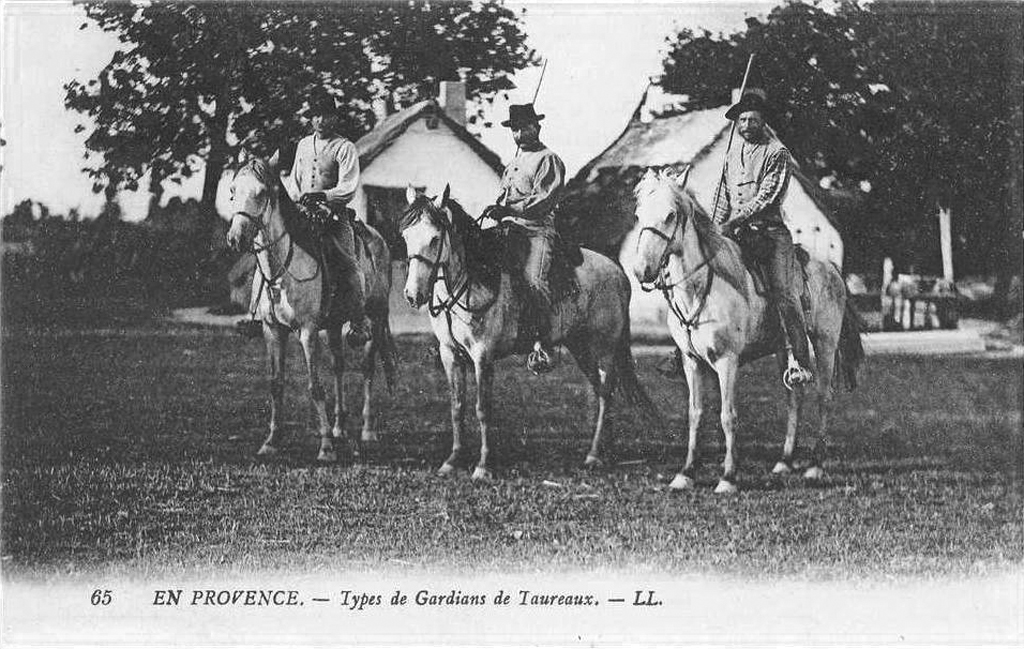
Trois gardians d'une manade de taureaux dans les années 1900. À l'arrière-plan, deux cabanes.

Au XIXe siècle et au tout début du XXe, le gardian ou bouvier est un ouvrier agricole occupant le bas de l'échelle sociale du monde rural camarguais. Il appartient à la masse des manouvriers qui louent leurs bras dans les campagnes françaises. Il est attaché à un domaine, le mas, et travaille sous les ordres d'un régisseur ou baile-gardian, sinon du maître lui-même (le pelot ou mèstre). Il n'est propriétaire ni de son cheval (quand on lui en confie un), ni de sa cabane (construite par un artisan sur les instructions du maître). Son rôle principal est de garder les bious ou taureaux lorsqu'ils se sustentent, ce qu'il fait à pied et avec un bâton court (le calos) généralement en frêne, ou  de trier le bétail, ce qu'il fait à cheval et avec une pique terminée par un trident (ficheiroun). Pour cette raison, il est souvent appelé gardo-bèsti (« garde-bêtes »). Une besace (ou brasso) lui sert à emporter sur son lieu de travail repas, boisson ou divers objets dont il a besoin.

## La tenue

### Avant normalisation

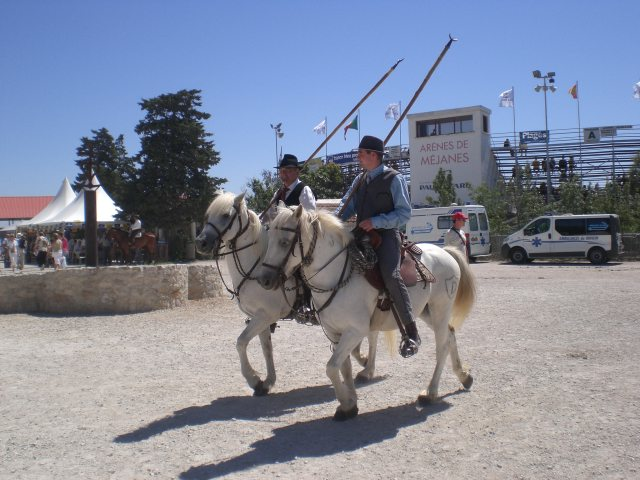
Gardians amateurs en tenue de spectacle au début du XXIe siècle.

Si la Confrérie arlésienne de Saint Georges, rénovée dans les années 1910-1920 sous l'appellation de « Confrérie des gardians » par le félibre Carle Naudot, a été fondée en 1512,, l'habit des gardians est de création très récente. Au début du XXe siècle, « le gardian de Provence n'a pas de tenue spéciale particulière au métier, il a pantalon (braio) et gilet (courset) en peau de taupe, étoffe beige [...], ou bien en peau de diable, étoffe très solide, indéchirable, à petits carreaux noirs et blancs ou bien gris et blancs, [...] parfois [...] en veau mort-né avec le poil », note Carle Naudot en 1945, ajoutant que « le chapeau n'est pas porté couramment ». Des photos du début du XXe siècle montrent des gardians en sabots et casquette qui ressemblent davantage à des ouvriers agricoles qu'à des cow-boys de l'Ouest américain.

### Après normalisation
« Nous nous vêtirons à la mode gardiane », Rul d'Elly, Chant de guerre.
C'est le marquis de Baroncelli, promoteur du folklore camarguais dans la première moitié du XXe siècle, qui impose aux gardians amateurs, jeunes gens tous fils de pelot (propriétaire ou fermier), un costume bien précis, afin de donner plus d'unité et d'allure à leur troupe (chourmo) lors de ses fêtes gardianes, où ils caracolent, une jeune Arlésienne coiffée en croupe. Ce costume comprend une veste de velours noir à soutaches,, un pantalon en tissu « peau de taupe » avec liseré noir, une chemise voyante à grands carreaux, une ceinture (taiolo, ou taillole) (qui a évolué depuis), un grand chapeau de feutre noir (valergo, ou valergue)), une cravate (régate). Le cavalier porte des jambières ou gamaches en étoffe de laine à carreaux, servant à le protéger de la rosée ou mouillure du matin.

## La monture

### La race
Même le type de monture est spécifié : un cheval de race Camargue uniquement. En croupe, pour les fêtes, une jeune Arlésienne coiffée.
Cette folklorisation continue de nos jours : le 17 avril 2008, une charte a été signée au Parc naturel régional de Camargue sur la tenue des cavaliers et de leurs chevaux, prévoyant notamment de « privilégier au maximum les chevaux de type Camargue, au détriment de races nettement moins représentatives de Camargue. Les chevaux de couleur n'entrant pas dans le type devront être écartés, tout comme les chevaux ressemblant TROP à des chevaux de trait pour le devant d'abrivado ».

### Le harnachement

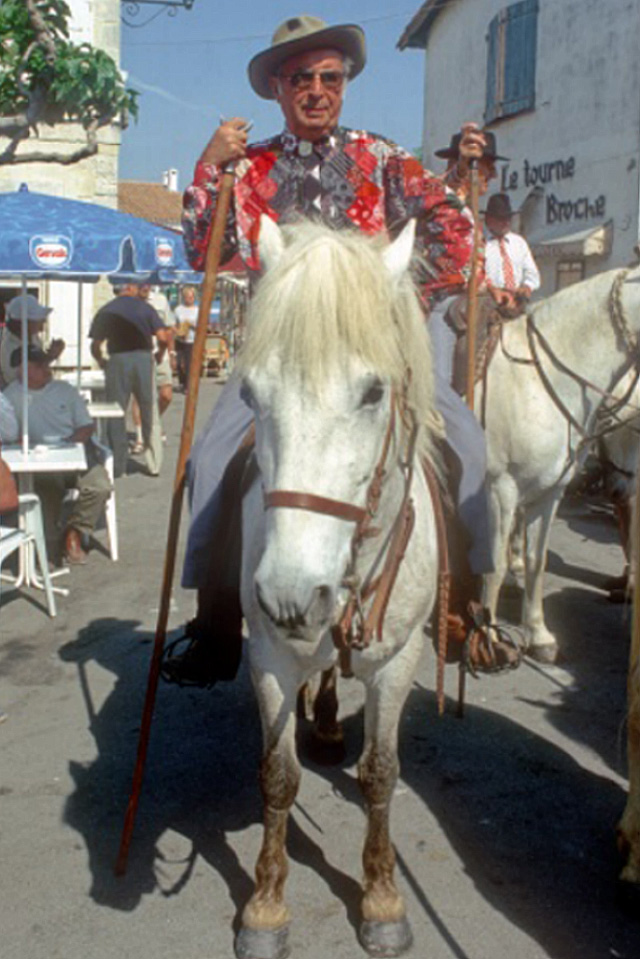
Gardian et son harnachement en 2000.

L'outil de travail principal du gardian est le trident de fer ou ficheiroun, longue gaule de frêne ou de châtaignier armée d'une douille conique en fer terminée par trois pointes. C'est avec cet instrument que le bouvier se fait obéir du taureau, en particulier lors du triage du bétail.
Un autre  outil est le seden, corde tressée avec du crin de jument et servant de lasso pour capturer le cheval dans la manade et de licol pour l’attacher.
La selle gardiane, différente de sa cousine anglaise, dérive de la selle à piquer française (encore en usage au Cadre Noir de Saumur) et comporte un troussequin élevé en forme de dossier et un pommeau également élevé.
Les étriers du gardian sont en forme de cage car lorsque le gardian n'était qu'un paysan il portait des sabots et la cage servait à ce que le sabot puisse rentrer à l'intérieur mais elle sert aussi pour que le cavalier, en cas de chute, ne reste pas accroché et se dégage facilement.

## La cabane

### Avant leXXesiècle

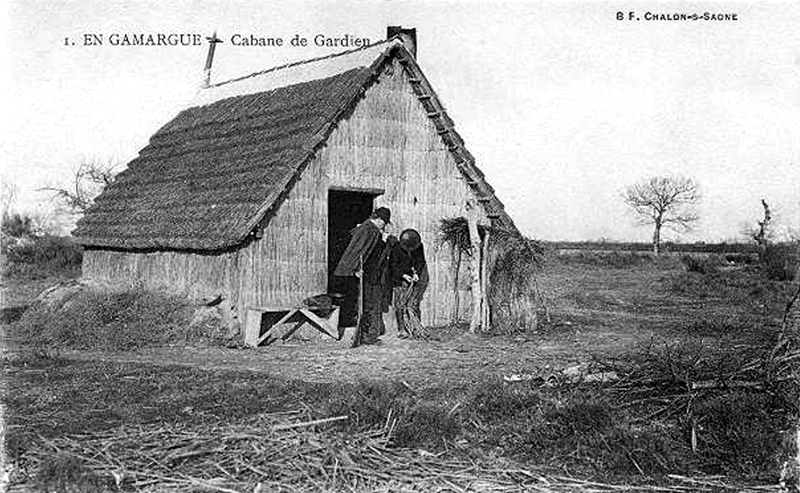
Cabane tout en roseaux d'un gardian en Camargue au début du XXe siècle.

Héritières des premières cabanes d'habitation apparues au XVIe siècleen Camargue et apparentées aux cabanes de roseaux qui parsemaient au XIXe siècle le littoral languedocien et roussillonnais, les cabanes de gardians étaient construites à l’aide des matériaux végétaux disponibles localement, et ce uniquement pour des raisons de coût. Les matériaux nobles, acheminés depuis les régions limitrophes, étaient réservés à la construction des mas.
Des cabanes peu différentes servaient d'habitations permanentes ou saisonnières aux pêcheurs, bergers, agriculteurs, vanniers, sauniers qui travaillaient en Camargue. De celles-là, il ne reste que quelques clichés : le détail de leur architecture et leur nomenclature terminologique est perdu.

### Au début duXXesiècle
La cabane de gardian du début du XXe siècle est un bâtiment à façade en pignon, à la toiture à deux versants inclinés de 45 %, dont la partie exposée au mistral est en abside et à croupe de façon à donner le moins de prise possible à celui-ci. 
Elle possède une armature de piquets verticaux en bois d'ormeau supportant des pannes sablières (areniés). Sur ces dernières, s'appuient les chevrons (travetos, ou travettes), lesquels reposent en haut sur la panne faîtière (arenié mestre). Lorsque le pignon est en matériaux végétaux, la faîtière est soutenue par deux poteaux montant de fond, l'un à l'avant, l'autre à l'arrière; lorsque le pignon est en pierres maçonnées, elle repose à l'apex de celui-ci et sur un poteau de fond à l'arrière. 
Le chevron central de la croupe dépasse systématiquement le faîte de la toiture pour se retrouver coiffé d'une corne (bano) ou barré transversalement en forme de croix. Par grand vent, pour éviter que la cabane ne se soulève, on attachait au bout saillant de ce chevron, des cordes fixées au sol.
La couverture est faite de rangées de javelles (manouns, ou manons) de roseau des marais (sagno ou sagne) posés sur des lattes (coundorsos, ou condorses). Pour obtenir une meilleure étanchéité, une rangée de tuiles canal scellées au mortier vient souvent coiffer le faîtage, et un enduit de mortier à la chaux (cacho-faio) est appliqué le long de ce dernier, formant une chemise (camiso) ou chape. Celle-ci a aussi comme avantages de réfléchir, par sa blancheur, les rayons du soleil, de protéger du vent le sommet de la toiture en le caparaçonnant et de réduire les risques d'incendie liés à la présence du conduit de cheminée.
Les ouvertures sont étroites et il n'y a pas de fenêtre au nord. L'entrée est toujours en pignon. La porte en est en bois. Une toile contre le soleil et les moustiques est suspendue au linteau en été.
La cabane occupe une surface de 80 à 120 m2 en moyenne. 
Lorsque le pignon est en dur, une cheminée à hotte montante est adossée contre la paroi intérieure de celui-ci, et sous l'un des rampants, l'autre moitié du pignon étant prise par l'entrée. La souche de cheminée, généralement de section rectangulaire, dépasse toujours du rampant opposé à celui au-dessus de l'entrée.  
La cabane s'allonge en fonction des besoins de l'habitant : soit pièce unique, l'occupant mangeant au mas, soit pièce à vivre et chambre. La chambre, séparée de la pièce principale, au mieux par un cloison, au pire par un simple rideau de tissu, occupe alors la partie arrondie ou culotte de l'édifice. Elle abrite un lit en forme de caisse, dit brèsso (fém.), sur lequel pose en guise de matelas un sac à sel de 50 kilos rempli d'herbes sèches, dites baunco. La pièce à vivre, pour sa part, est meublée simplement : une table, deux bancs, quelques étagères et coffres. En pignon, un auvent (laùpio, fém.), armature rudimentaire coiffée de sagne, complétée par une table et un banc en bois, sert aux tâches ménagères (préparation de la cuisine, vaisselle).
Le sol de la cabane est en terre battue ou en béton de terre (bétun), mélange de mortier de chaux et d'agrégats roulés.
Devant certaines cabanes, se dresse un poteau muni d'échelons, appelé escalassoun (échelier ou rancher), auquel le gardian est censé monter pour surveiller son troupeau. L'ethnologue camarguais Carle Naudot décrit semblable dispositif observé avant 1925 au lieu-dit Le Cardinal, terrain de l'Esquinau en basse Camargue : il s'agit du mât d'un navire naufragé sur la côte de Faraman, il est non pas planté en terre mais appuyé sur un peuplier blanc. On a donc fait de ce cas unique un équipement traditionnel de la cabane de gardian,. 

### Aujourd'hui

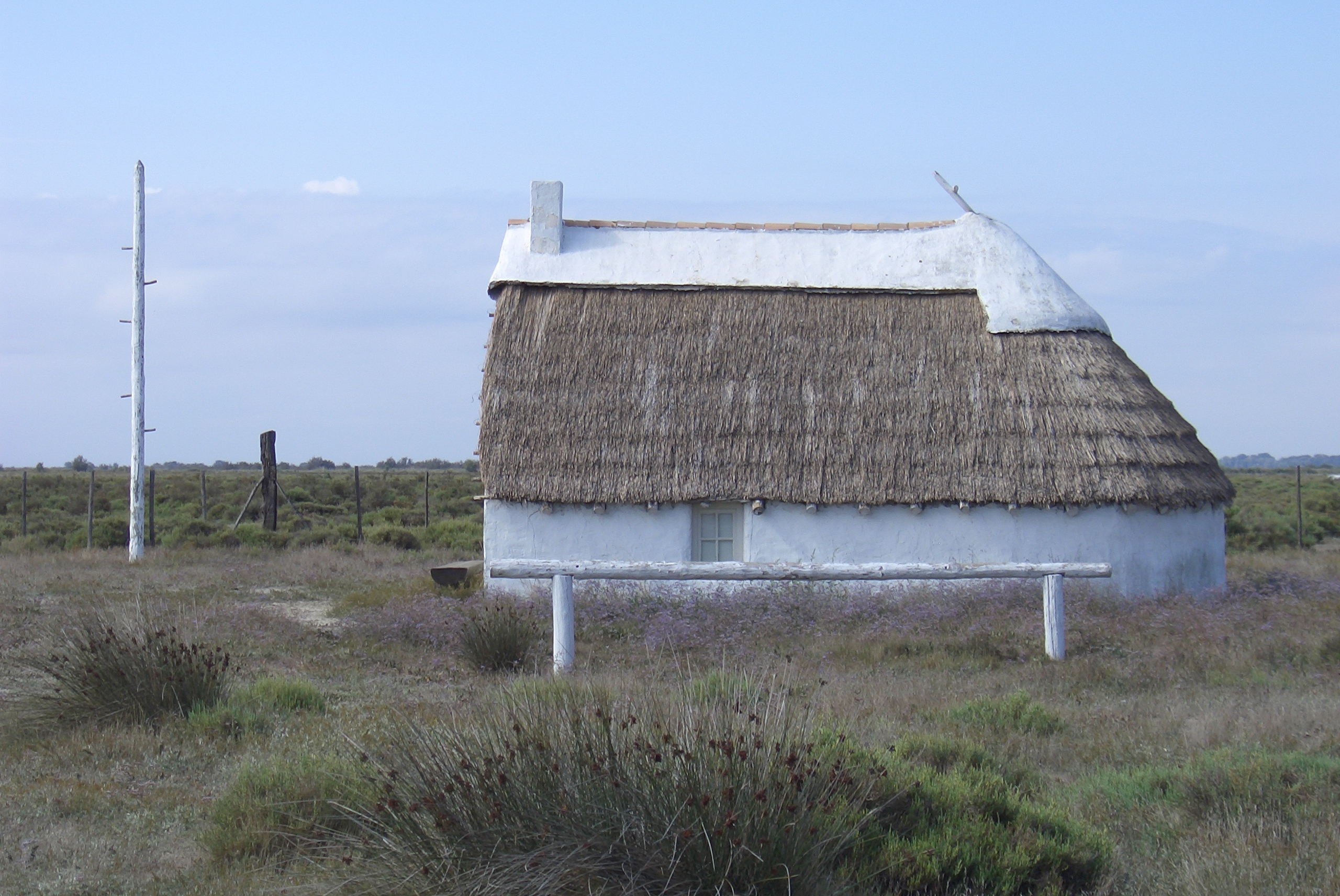
Réplique de cabane de gardian du début du XXe siècle édifiée par le Parc naturel régional de Camargue.

Il n'existe plus aujourd'hui d'anciennes cabanes de gardians en dehors de celle qui a été remontée au Musée Arlaten à Arles (Bouches-du-Rhône). Aux Saintes-Maries-de-la-Mer, les cabanes des gardians du mas de l'Amarée, popularisées par les cartes postales de la première moitié du XXe siècle, ont été rasées. De même, celles du mas du Simbèu, construites vers 1930, ont été détruites une douzaine d'années plus tard par l'armée allemande.
Les cabanes visibles actuellement aux Saintes-Maries-de-la-Mer sont des variantes modernisées des cabanes à pignon en dur de la fin du XIXe et du début du XXe siècle, en particulier la trentaine qui sont visibles entre le front de mer et l'étang des Launes, bâties par les derniers maîtres cabaniers dans les années 1950-1960 à l'initiative du maire de l'époque, Roger Delagnes. 
Construites en matériaux modernes (à l'exception du matériau de couverture), les cabanes du milieu du XXe siècle sont assises sur des fondations et la chemise de leur faîtage est réalisée en ciment sur du grillage. La structure porteuse est constituée non plus par des poteaux de fond placés dans l'axe du bâtiment mais par des fermes triangulées reposant sur les murs gouttereaux. Si l'on ne peut plus parler d'« authenticité » ni de « respect des techniques anciennes » à leur sujet, ces cabanes modernes permettent toutefois à la forme et à l'image de la cabane de gardian de perdurer dans le paysage et les esprits.
Avec leurs murs en maçonnerie blanchis au lait de chaux, leur pignon aux rampants saillants, leurs larges baies (en pignon, sur les côtés et même parfois dans l'abside), et tout le confort moderne, certaines cabanes modernes servent de résidences secondaires, de gîtes, de chambres d'hôtel, de restaurants, etc., pour les touristes et les vacanciers.

## Le métier

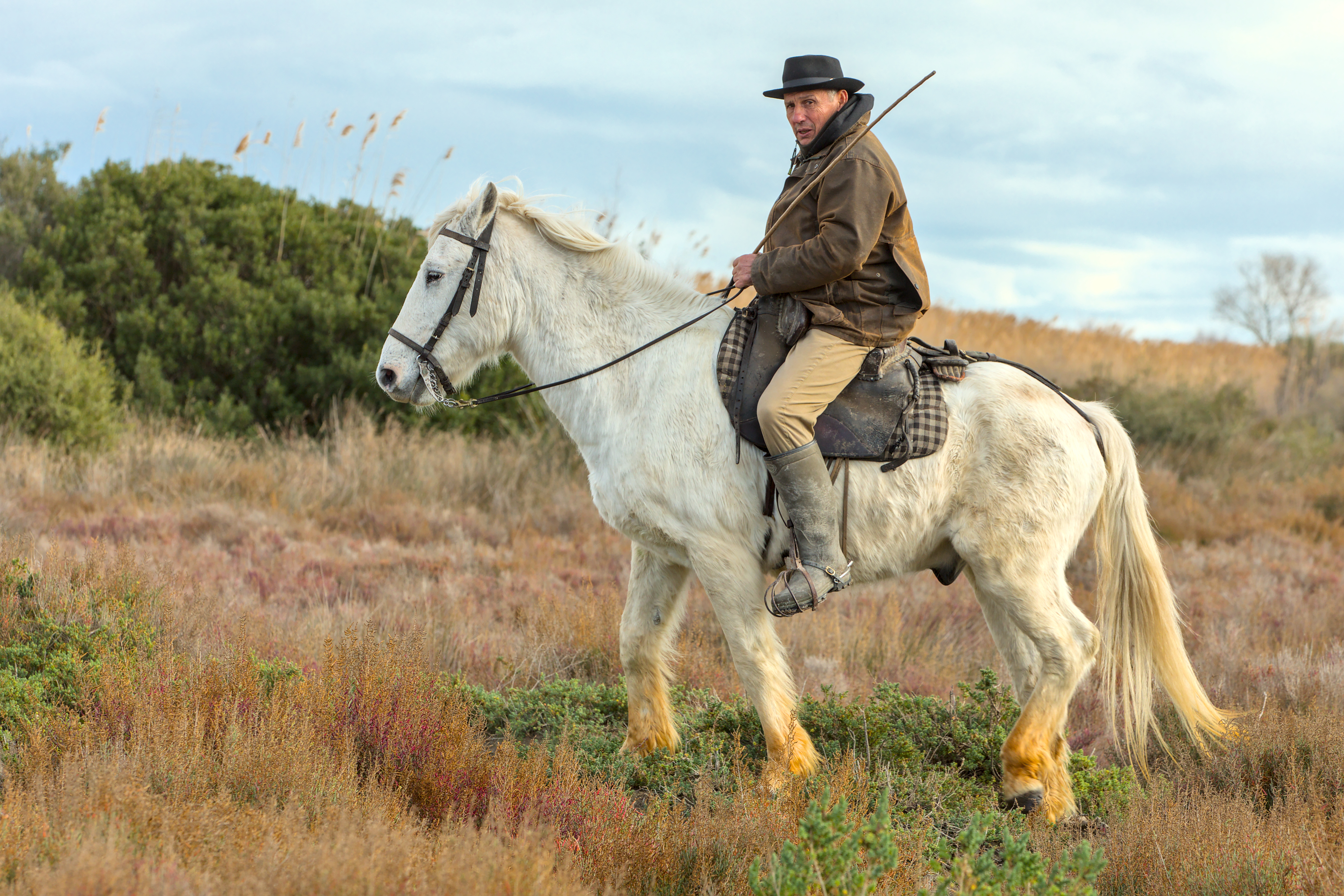
Un gardian sur sa monture.

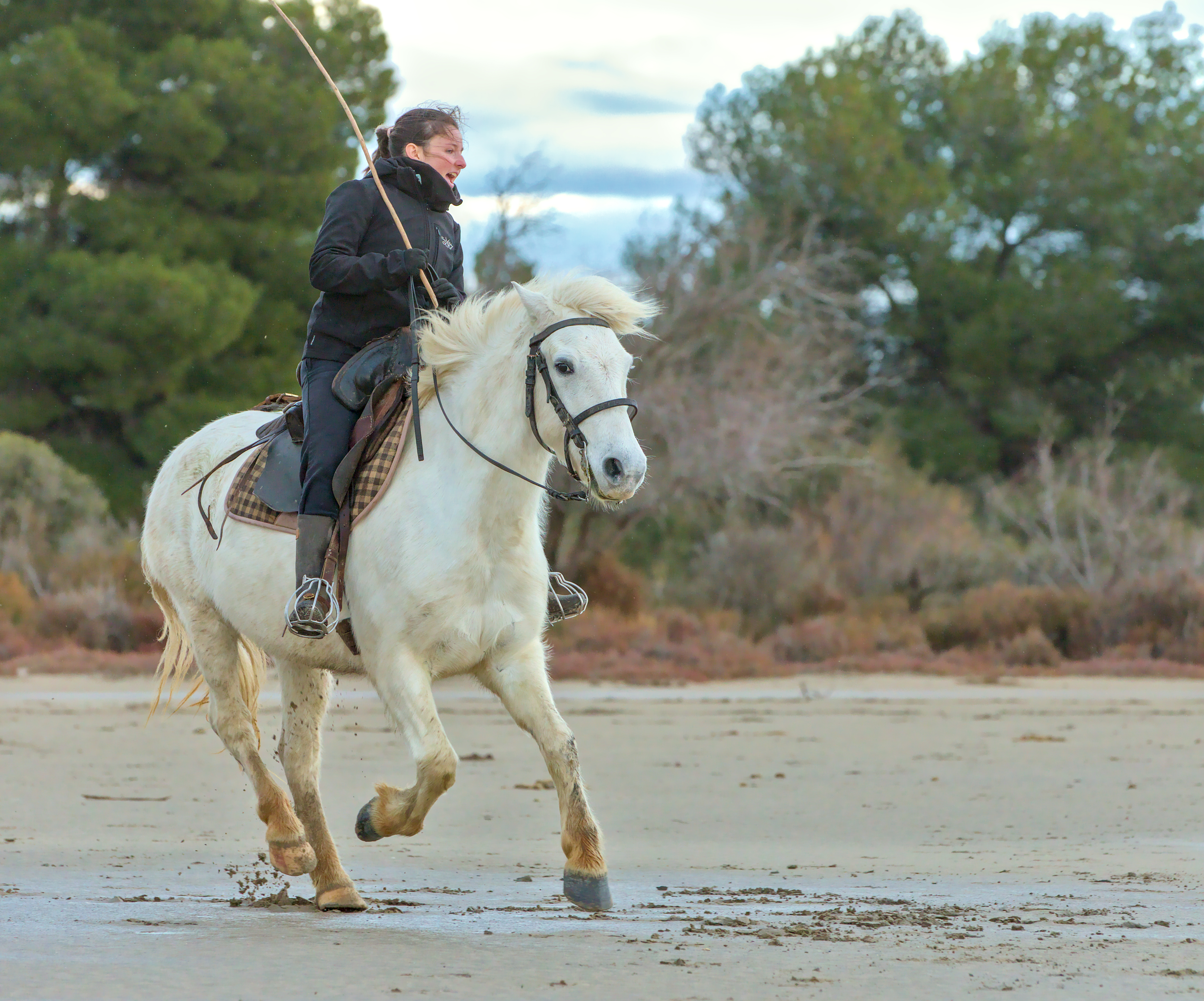
Jeune gardiane amateure.

Il existe aujourd'hui des gardians professionnels et des gardians amateurs :
- les premiers sont des salariés regroupés au sein de l'Association des gardians professionnels de taureaux et toros de Provence et de Languedoc ;
- les seconds sont des bénévoles, regroupés pour la plupart dans l'Association des gardians non salariés.

### La muselade
Introduction d’une muselière, petite pièce de bois plate et allongée, dans le cartilage du nez du veau d’un an, pour l’empêcher de téter et ainsi le sevrer.

### La ferrade
Application au fer rouge de la marque de la manade sur la cuisse gauche du bouvillon d’un an.

### Le triage
Le matin d’une course ou d’une ferrade, rassemblement et enfermement des bêtes de la manade dans un enclos pour les trier.

### Le bistournage
Castration des jeunes taureaux par torsion du cordon testiculaire à l'aide d'une pince pour les rendre moins agressifs et plus aptes à la course camarguaise.

### L'engasade
Immersion des troupeaux lors de la traversée du Rhône ou d'un marais.

### L'abrivade
À l'origine, traversée au galop des taureaux de la course jusqu'aux arènes, encadrés par des gardians à cheval disposés en V. On disait aussi « la charge ».

### L'escaumage
La tonte des juments pour obtenir des crins servant à confectionner les sedens pendant l'hiver. Les juments sont enfermées dans le bouvau (cour des taureaux ou toril) ou dans une bergerie (jasso) et saisies l'une après l'autre au cou par un nœud coulant.

## Les jeux équestres
Il existe aussi des jeux de gardian comprenant, entre autres : 
- le saut de cheval à cheval : le gardian saute sur un autre cheval qui n'est pas sellé.
- le saut de cheval à taureau : le gardian saute sur le taureau.

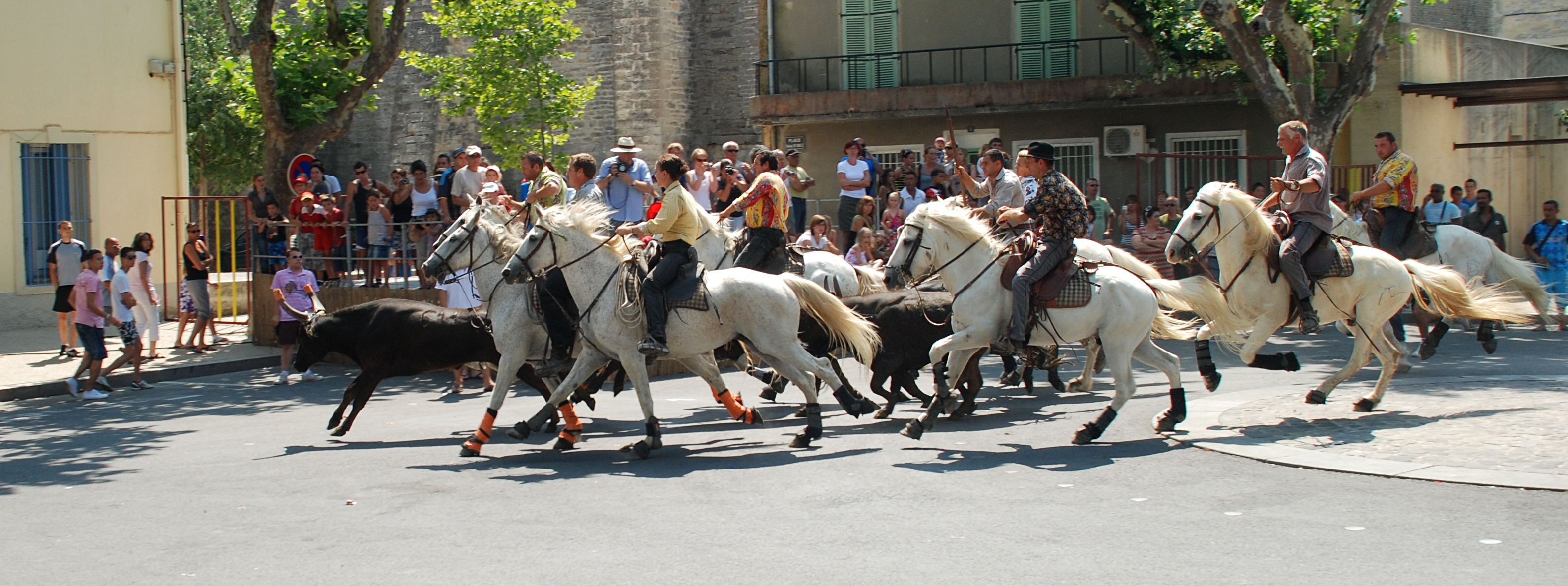
Gardians à l'œuvre lors de l'abrivado-bandido à Calvisson

### Liens connexes
- Le Gardian (1946), film de Jean de Marguenat

- Gaucho